# Tratayenia
Tratayenia è un genere estinto di dinosauro teropode megaraptora vissuto nel Cretaceo superiore, circa 86-83 milioni di anni fa (Santoniano), in quella che oggi è la Formazione Bajo de la Carpa, in Argentina. Il genere contiene una singola specie, ossia T. rosalesi, descritta nel marzo del 2018.

## Descrizione
Il Tratayenia era un megaraptora di medie dimensioni, con una lunghezza stimata fino a 5 metri (16 piedi). Come molti altri megaraptori, probabilmente, il Tratayenia aveva grossi artigli sugli arti anteriori, ed è forse il megaraptoride o megaraptora geologicamente più giovane finora scoperto. Il Tratayenia è anche l'animale carnivoro più grande presente nella Formazione Bajo de la Carpa, rafforzando l'ipotesi che i megaraptoridi fossero i superpredatori nel Sud America, dal Turoniano attraverso il Santoniano e all'inizio Campaniano, in seguito all'estinzione dei carcharodontosauridi.

## Classificazione
Nel 2016, Novas e colleghi hanno pubblicato uno studio sull'anatomia delle mani dei megaraptora, nel tentativo di risolvere la questione della loro classificazione. Hanno scoperto che ai megaraptorani mancavano la maggior parte delle caratteristiche chiave delle mani di coelurosauri più evoluti, tra cui Guanlong e Deinonychus. Invece, le loro mani mantengono un certo numero di caratteristiche primitive ritrovate nei tetanuri basali, come Allosaurus. Tuttavia, ci sono ancora una serie di tratti che supportano i megaraptori come membri primitivi di coelurosauria.
Il seguente cladogramma segue gli studi Coria & Currie (2016), basandosi sui dati di Carrano et al. (2012), aggiornandolo a partire dal 2018:
|  | Fukuiraptor     |
|  |                 |
|  | Australovenator |
|  |                 |

|  | Megaraptor  |
|  |             |
|  | Murusraptor |
|  |             |
|  | Aerosteon   |
|  |             |
|  | Orkoraptor  |
|  |             |
|  | Tratayenia  |
|  |             |

|  | Fukuiraptor     |
|  |                 |
|  | Australovenator |
|  |                 |

|  | Megaraptor  |
|  |             |
|  | Murusraptor |
|  |             |
|  | Aerosteon   |
|  |             |
|  | Orkoraptor  |
|  |             |
|  | Tratayenia  |
|  |             |

|  | Fukuiraptor     |
|  |                 |
|  | Australovenator |
|  |                 |

|  | Megaraptor  |
|  |             |
|  | Murusraptor |
|  |             |
|  | Aerosteon   |
|  |             |
|  | Orkoraptor  |
|  |             |
|  | Tratayenia  |
|  |             |

|  | Fukuiraptor     |
|  |                 |
|  | Australovenator |
|  |                 |

|  | Megaraptor  |
|  |             |
|  | Murusraptor |
|  |             |
|  | Aerosteon   |
|  |             |
|  | Orkoraptor  |
|  |             |
|  | Tratayenia  |
|  |             |

|  | Fukuiraptor     |
|  |                 |
|  | Australovenator |
|  |                 |

|  | Megaraptor  |
|  |             |
|  | Murusraptor |
|  |             |
|  | Aerosteon   |
|  |             |
|  | Orkoraptor  |
|  |             |
|  | Tratayenia  |
|  |             |

|  | Fukuiraptor     |
|  |                 |
|  | Australovenator |
|  |                 |

|  | Megaraptor  |
|  |             |
|  | Murusraptor |
|  |             |
|  | Aerosteon   |
|  |             |
|  | Orkoraptor  |
|  |             |
|  | Tratayenia  |
|  |             |

|  | Fukuiraptor     |
|  |                 |
|  | Australovenator |
|  |                 |

|  | Megaraptor  |
|  |             |
|  | Murusraptor |
|  |             |
|  | Aerosteon   |
|  |             |
|  | Orkoraptor  |
|  |             |
|  | Tratayenia  |
|  |             |

|  | Fukuiraptor     |
|  |                 |
|  | Australovenator |
|  |                 |

|  | Megaraptor  |
|  |             |
|  | Murusraptor |
|  |             |
|  | Aerosteon   |
|  |             |
|  | Orkoraptor  |
|  |             |
|  | Tratayenia  |
|  |             |

|  | Fukuiraptor     |
|  |                 |
|  | Australovenator |
|  |                 |

|  | Megaraptor  |
|  |             |
|  | Murusraptor |
|  |             |
|  | Aerosteon   |
|  |             |
|  | Orkoraptor  |
|  |             |
|  | Tratayenia  |
|  |             |

|  | Fukuiraptor     |
|  |                 |
|  | Australovenator |
|  |                 |

|  | Megaraptor  |
|  |             |
|  | Murusraptor |
|  |             |
|  | Aerosteon   |
|  |             |
|  | Orkoraptor  |
|  |             |
|  | Tratayenia  |
|  |             |

|  | Fukuiraptor     |
|  |                 |
|  | Australovenator |
|  |                 |

|  | Megaraptor  |
|  |             |
|  | Murusraptor |
|  |             |
|  | Aerosteon   |
|  |             |
|  | Orkoraptor  |
|  |             |
|  | Tratayenia  |
|  |             |

|  | Fukuiraptor     |
|  |                 |
|  | Australovenator |
|  |                 |

|  | Megaraptor  |
|  |             |
|  | Murusraptor |
|  |             |
|  | Aerosteon   |
|  |             |
|  | Orkoraptor  |
|  |             |
|  | Tratayenia  |
|  |             |

|  | Fukuiraptor     |
|  |                 |
|  | Australovenator |
|  |                 |

|  | Megaraptor  |
|  |             |
|  | Murusraptor |
|  |             |
|  | Aerosteon   |
|  |             |
|  | Orkoraptor  |
|  |             |
|  | Tratayenia  |
|  |             |

|  | Fukuiraptor     |
|  |                 |
|  | Australovenator |
|  |                 |

|  | Megaraptor  |
|  |             |
|  | Murusraptor |
|  |             |
|  | Aerosteon   |
|  |             |
|  | Orkoraptor  |
|  |             |
|  | Tratayenia  |
|  |             |

|  | Fukuiraptor     |
|  |                 |
|  | Australovenator |
|  |                 |

|  | Megaraptor  |
|  |             |
|  | Murusraptor |
|  |             |
|  | Aerosteon   |
|  |             |
|  | Orkoraptor  |
|  |             |
|  | Tratayenia  |
|  |             |

|  | Fukuiraptor     |
|  |                 |
|  | Australovenator |
|  |                 |

|  | Megaraptor  |
|  |             |
|  | Murusraptor |
|  |             |
|  | Aerosteon   |
|  |             |
|  | Orkoraptor  |
|  |             |
|  | Tratayenia  |
|  |             |

## Storia e denominazione
Nel 2018, alcuni fossili risalenti al Santoniano ritrovati nella Formazione Bajo de la Carpa, in Argentina, sono stati descritti e nominati come Tratayenia rosalesi.
Dell'olotipo di T. rosalesi consiste in una serie vertebrale (dorsali posteriori e sacrali) quasi completa, più alcuni frammenti del bacino, tra cui gran parte dell'ileo destro, due costole dorsali parziali, e frammenti dell'ischio e del pube.

## Paleoecologia
Il Tratayenia visse nella Formazione Bajo de la Carpa insieme ad una ricca fauna che comprendeva molti specie di lucertole e tartarughe, il serpente Dinilysia, molti uccelli tra i quali Patagopteryx, una grande quantità di crocodylomorpha e molti dinosauri, come Viavenator e Traukutitan.